# Ingrid Engelsdatter
Ingrid Engelsdatter, née en 1595 et morte sur le bûcher en 1624 à Hokksund, est une prétendue sorcière norvégienne.

## Biographie
Née dans une famille pauvre dans la paroisse d'Efterløt près de Sandvær. À quinze ans, elle est embauchée par Steg à Efterløt, un puissant fermier et propriétaire d'hôtel des environs. Lorsqu'il la renvoya, il l'accusa de sorcellerie en raison de sa beauté et de ses connaissances sur les herbes médicinales. Mère d'une petite fille Heike, née en 1614, elle fuit la région après ces accusations, mais sera finalement arrêtée et brûlée sur le bûcher en 1624 à l'âge de 29 ans.
Le théâtre de Hokksund, la ville où elle fut brûlée, a monté une pièce de théâtre sur son histoire en 1999.